# Last Hill
Last Hill är en kulle i Antarktis. Den ligger i Västantarktis. Argentina, Chile och Storbritannien gör anspråk på området. Toppen på Last Hill är 350 meter över havet.
Terrängen runt Last Hill är huvudsakligen kuperad, men åt sydväst är den platt. En vik av havet är nära Last Hill åt sydväst. Trakten är glest befolkad. Närmaste befolkade plats är Esperanza Base, 9,2 kilometer nordost om Last Hill.